# Вюствезел
Вюствезел (на нидерландски: Wuustwezel) е селище в Северна Белгия, провинция Антверпен. Разположено е на границата с Нидерландия, на 20 km североизточно от град Антверпен. Населението му е около 18 300 души (2006).